# Sullah
Sullah (en bengali : শাল্লা) est une upazila du Bangladesh dans le district de Sunamganj. En 1991, on y dénombrait 89 941 habitants.